# Arne, la ĉefido
Arne, la ĉefido (en français Arne, le fils du chef) est un roman pour enfants de Leif Nordenstorm (eo), paru en 2005. Il a été parallèlement écrit en espéranto et en suédois.
L'histoire est une fiction mais reste réaliste. Dans les premiers chapitres du livre, on fait connaissance avec Arne, le protagoniste, un petit garçon de onze ans, fils d'un chef de village viking. On suit le quotidien du village jusqu'à ce que deux « hôtes » arrivent dans le village. Il s'agit de Ansgar et Vitmar, deux évangélisateurs saxons ayant réellement existé au IXe siècle de notre ère. L'auteur reprend donc dans son roman un évènement historique : le voyage de ces deux missionnaires chrétiens en 829 jusqu'à Birka, une petite ville proche de Stockholm. Dans la réalité comme dans le roman, ces deux personnages se rendent à pied à Birka après l'attaque de leur navire par des pirates.
L'ouvrage constitue une histoire accessible et présente la réalité du monde scandinave au IXe siècle : vie villageoise, apparition progressive du christianisme, commerce, razzias et prise d'esclaves.
L'ouvrage fut édité en 2005 par la maison d’édition Kava-Pech (eo) ; il fut primé en 2006 « livre pour enfant de l'année » lors d'un concours littéraire espérantophone[Lequel ?].

## Personnages
- Arne, le protagoniste, fils du chef du village.
- Trumbe, jeune esclave chrétien, il a été séparé de sa mère lorsqu'il a été vendu au père d'Arne.
- Gunnar, un ami d'Arne.
- Björn, le père d'Arne, il est le chef du village.
- Maljuna Karlo, le doyen du village, il raconte des histoires aux enfants et leur apprend à fabriquer des hameçons.
- Gudrun, la mère d'Arne ; sa mère était esclave.
- Egil et Ylva, frère et sœur d'Arne
- Erik, garçon du village des grands-parents maternels d'Arne.

## Détail de l'histoire
- Chapitre 1 : Arne et son ami Gunnar assistent à une chasse à l'élan menée par les hommes du village.
- Chapitre 2 : Arne joue avec ses amis, qui miment une chasse à l'élan avec de fausses armes. Arne veut inviter Trumbe, un petit esclave à se joindre à eux, mais les autres enfants opposent le fait que la loi du village interdit aux esclaves de porter des armes, même factices. Ils attribuent alors le rôle de l'élan à Trumbe et le malmènent.
- Chapitre 3 : Vie quotidienne au village, Arne voit deux étrangers sur le chemin près de la mer.
- Chapitre 4 : Après l'accueil des étrangers au village, les enfants vont voir Karlo, le doyen du village qui répare les filets de pêche. Ce dernier leur raconte ses expériences de guerre outre-mer. Arne découvre que les esclaves sont des prises de guerre.
- Chapitre 5 : Tôt le matin, Arne, n'arrive pas à dormir, car il pense aux pirates. Il en parle avec sa mère qui lui confirme que sa grand-mère était une esclave. Par la suite, Arne discute avec l'un des missionnaires, qui lui parle du Christ.
- Chapitre 6 : Arne va s'excuser auprès de Trumbe, ce qui le touche beaucoup. Il va fabriquer des hameçons avec le vieux Karlo et part pêcher avec Gunnar. C'est alors qu'ils voient s'approcher une voile blanche et rouge.
- Chapitre 7 : Björn, le père d'Arne va à la rencontre du bateau. Il n'y a que deux personnes qui cherchent à acheter des esclaves. Björn craint qu'il ne s'agisse d'éclaireurs, le village se prépare donc à la bataille. Björn emmène Arne dans un endroit isolé où ils enterrent le trésor de la famille.
- Chapitre 8 : Les femmes, les enfants et les esclaves quittent le village. Arne se rend avec sa famille au village natal de sa mère. Sur le chemin, Arne et Trumbe croisent un ours, ce qui leur fait une belle frayeur.
- Chapitre 9 : Arne et Trumbe se promènent comme des amis. Ils décident de faire de faire l'ascension d'une montagne, ce qui est interdit aux esclaves. Au sommet, ils découvrent une statue du dieu Thor et des restes d'offrandes. De retour au village, Erik frappe Trumbe. Arne le défend.
- Chapitre 10 : Alors que les enfants et les esclaves travaillent le grain, Arne part discuter avec son grand-père. Il lui parle de la mésaventure sur la montagne et lui demande des détails sur son mariage avec sa grand-mère. Il rend ensuite visite à celle-ci qui lui parle de son propre père, esclave saxon, qui lui fait un signe de croix sur le front.
- Chapitre 11 : Les hommes du village viennent en bateau. Aucun pirate n'est venu attaquer le village. Tout le monde repart par la mer, Arne et Trumbe désormais complices.